# Chromousambilla veseyi
Chromousambilla veseyi är en insektsart som beskrevs av Nicholas David Jago 1981. Chromousambilla veseyi ingår i släktet Chromousambilla och familjen Lentulidae. Inga underarter finns listade i Catalogue of Life.